# 콜루초 살루타티

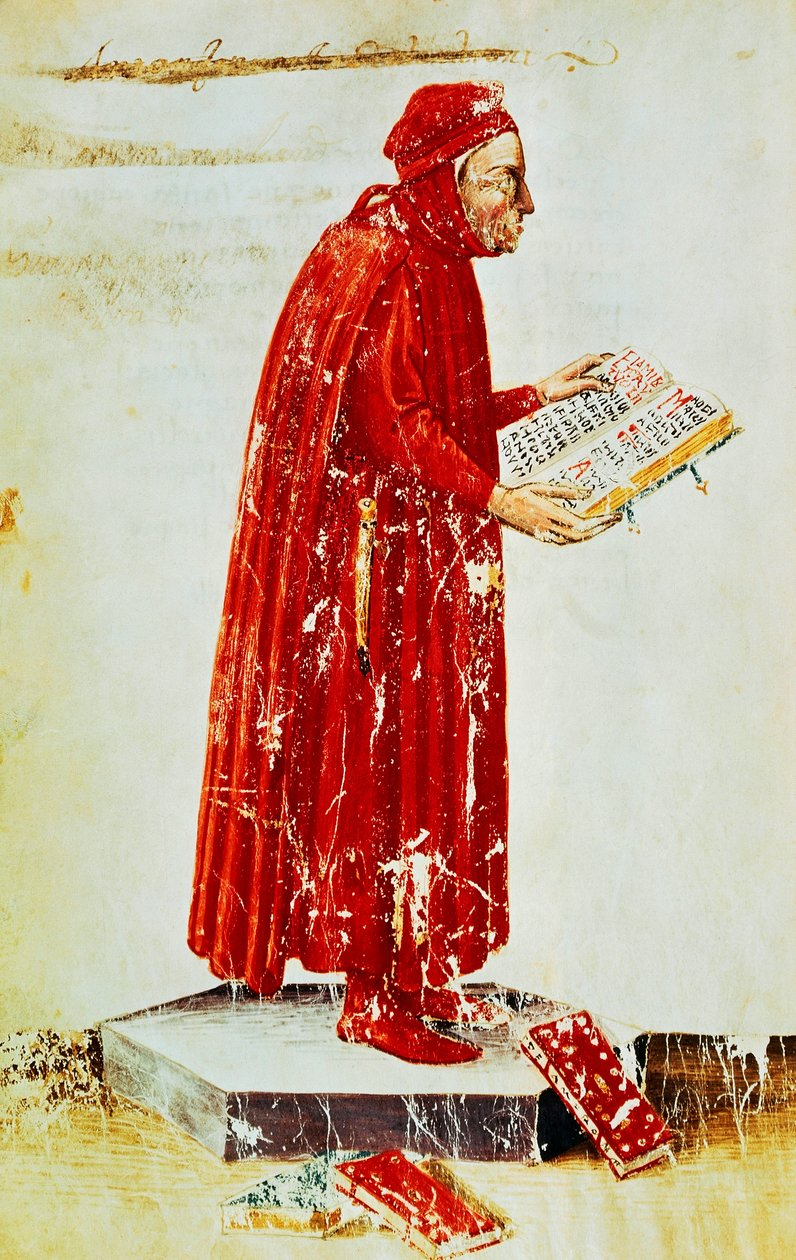
콜루초 살루타티

콜루초 살루타티(이탈리아어: Coluccio Salutati, 1331년 2월 16일 ~ 1406년 5월 4일)는 르네상스 시대 이탈리아를 대표하는 인문주의자이자 정치가였다. 그는 공화주의자로 1375년부터 피렌체 공화국 서기장으로 재임하면서 도시 행정과 외교를 맡아 로마 교황청 및 밀라노 왕정과 정면으로 맞섰다. 살루타티는 고전으로 무장한 인문주의 지식을 현실 정치에 접목한 이른바 ‘인문주의 서기장’의 비조로 활약하면서 시민의식의 고양에 힘썼다. 그는 인간을 절대 홀로 존재할 수 없고, 시민정신을 통해 모든 인간이 하나로 묶일 때 비로소 인간이 인간다울 수 있다고 주장했다. 1380년대 초 피렌체에 흑사병이 덮쳐서 시민들이 대피를 서두르는 등 도시 전체가 큰 혼란에 빠졌을 때, 그는 시민적 책임 의식을 강조하면서 “위기의 순간에 조국을 저버리는” 것은 “정당하지도, 용기 있지도, 절제되지도, 사려 깊지도 않은” 잘못된 행동이라고 질타했다.
살루타티는 피렌체 시민들에게 밀라노 왕정에 맞선 싸울 것을 호소하면서, 피렌체 공화국의 대의를 전제주의에 대항하는 자유민의 투쟁으로 정당화했다. 그의 주장은 자유야말로 진정한 덕의 교사이자 법의 어머니이며, 자유를 통해서만 인간의 덕과 능력이 온전히 고양될 수 있고, 자유를 보장하는 법 아래에서만 공익이 보존될 수 있다는 것이었다. 그는 피렌체가 로마 공화국 시대의 루키우스 술라의 후예라고 주장하면서 자유는 “선조들로부터 물려받은 유산”이고, 피렌체는 ‘작은 로마’라고 자부했다. 따라서 “스스로를 지배자라고 믿는 사람은 누구나” 바로 그 신념 덕택에 “자기 자신이 커다란 범죄를 저지르고 있음을 자인하는 것과 다름없다”라는 것이었다. 이러한 주장이 커다란 반향을 일으키자, 밀라노의 전제 군주 잔 갈레아초 비스콘티는 한탄하면서 그에 대한 암살을 기도하기도 했다.
열렬한 인문주의자인 살루타티는 페트라르카의 영향을 받아 고전 부활과 고전적 삶의 모델을 씨 뿌리는 데 앞장섰다. 1392년 이탈리아 파도바의 한 성당에서  발견된 키케로 서간집의 필사본을 입수해서 읽은 후, 그는 키케로가 옹호했던 시민적 삶을 예찬하면서 카이사르를 시민적 삶을 파괴한 독재자이자 반역자라고 비난했다. 이러한 주장은 레오나르도 브루니로 이어져서 피렌체에 공화주의적 인간관과 역사관이 자리 잡는 데 큰 영향을 주었다.
살루타티는 그리스 학자 그뤼소로라스를 초빙해 강의를 맡기고, 공문서 작성에 고전 라틴어 표현을 채택하는 등 30년에 걸쳐 그리스와 로마의 고전 정신의 부흥에 힘썼다. 그의 때에 이르러 고대 세계의 부활이라는 르네상스 본연의 이상은 되돌릴 수 없는 시대의 가치로 자리 잡았으며, 덕분에 피렌체는 명실상부한 르네상스의의 지적 수도로 탈바꿈할 수 있었다. 이탈리아 곳곳에서 몰려든 젊은이들은 그를 ‘영적 스승’이라고 불렀고, 당대 한 인사는 그를 “고대의 모든 천재적 시인들을 부활시킨 웅변의 달인”이라고 불렀다. 그의 사상은 레오나르도 브루니, 포조 등의 제자들을 통해 이탈리아 곳곳에 뿌리 내렸다.  
살루타티는 평생 자유를 설파하고 공화주의적 이상을 품었으나, 밀라노와 전쟁에서 패색이 짙었던 1400년 무렵부터 당대 정치 현실을 받아들여 전제군주제를 일부 받아들였다. "더 나은 이들이 정부를 통치해야 한다는 점은 자연의 이치"라면서 "오, 키케로, 만약 당신의 시대에 군주 한 명이 존재했다면, 아마도 당신은 내전과 그토록 커다란 무질서를 경험하지 못했을 것"이라면서 카이사르를 옹호하는 듯한 주장을 편 것이다. 공동체의 안위를 위태롭게 할 정도로 갈등과 분열이 심각해졌을 때, 카이사르가 내란을 종식시킨 덕에 로마 공화국이 평화와 안식을 얻을 수 있었다는 것이다. 공공의 안위와 평화, 그리고 공동체의 질서라는 명분 아래 카이사르를 복권한 것이다. 그는 "정복자[카이사르]의 자비와 정의를 제외하면 말기의 로마 공화국에서 "좋은 결과를 가져올 어떤 희망도 머릿속에 그릴 수 없을 것"이라고까지 말했다. 그가 70세 때 쓴 저작 《전제군주정(De tyranno)》은 마키아벨리의 《군주론》에 큰 영향을 주었다.